# Đồn Brooklyn số 99
Đồn Brooklyn số 99 (tựa gốc tiếng Anh: Brooklyn Nine-Nine) là một loạt phim truyền hình hài kịch tình huống về cảnh sát Mỹ được công chiếu trên Fox và sau đó là NBC. Chương trình được phát sóng từ ngày 17 tháng 9 năm 2013 đến ngày 16 tháng 9 năm 2021, với tổng cộng 8 mùa và 153 tập. Được tạo bởi Dan Goor và Michael Schur, bộ phim xoay quanh Jake Peralta (Andy Samberg), một thám tử NYPD ở phân khu 99 của Brooklyn, người hay mâu thuẫn với sĩ quan chỉ huy mới của mình, Đại úy Raymond Holt (Andre Braugher). Dàn diễn viên phụ có Stephanie Beatriz trong vai Rosa Diaz, Terry Crews trong vai Terry Jeffords, Melissa Fumero trong vai Amy Santiago, Joe Lo Truglio trong vai Charles Boyle, Chelsea Peretti trong vai Gina Linetti, Dirk Blocker trong vai Michael Hitchcock và Joel McKinnon Miller trong vai Norm Scully.
Được sản xuất như một bộ phim hài một camera, Fox ban đầu đã đặt hàng 13 tập cho mùa đầu tiên, cuối cùng mở rộng thành 22 tập. Vào ngày 10 tháng 5 năm 2018, Fox đã hủy bỏ loạt phim sau năm mùa. Ngày hôm sau, NBC đã chọn loạt phim cho mùa thứ sáu gồm mười ba tập, và vào ngày 7 tháng 9 năm 2018, NBC đã kéo dài mùa phim lên tới mười tám tập. Mùa thứ năm kết thúc trên Fox vào ngày 20 tháng 5 năm 2018 và mùa thứ sáu bắt đầu trên NBC vào ngày 10 tháng 1 năm 2019. Mùa thứ bảy được công chiếu vào tháng 2 năm 2020. Mùa thứ tám và mùa cuối cùng dài 10 tập được công chiếu vào ngày 12 tháng 8 năm 2021.
Bộ phim sitcom đã được đánh giá cao bởi các nhà phê bình. Nó đã giành được hai giải thưởng Emmy nghệ thuật sáng tạo và hai giải Quả cầu vàng: một cho Phim truyền hình hay nhất - Nhạc kịch hoặc Hài kịch và một cho Samberg cho Nam diễn viên xuất sắc nhất - Phim truyền hình hay hài kịch. Braugher cũng đã được đề cử ba giải thưởng Primetime Emmy liên tiếp cho Nam diễn viên phụ xuất sắc trong loạt phim hài. Bộ phim cũng đã nhận được lời khen ngợi đặc biệt khi miêu tả các vấn đề nghiêm trọng với sự pha trộn hài hước. Bộ phim đã giành được Giải thưởng Truyền thông GLAAD năm 2018 cho Phim hài xuất sắc nhờ sự đóng vai của cộng đồng LGBTQ+ trong phim.

## Tiền đề
Lấy bối cảnh trong phân khu hư cấu thứ 99 của Sở cảnh sát thành phố New York ở Brooklyn, Đồn Brooklyn số 99 theo chân một đội thám tử do Đại úy Raymond Holt nghiêm túc và thông minh đứng đầu, người được chỉ định làm sĩ quan chỉ huy mới của họ trong tập đầu tiên.

## Diễn viên
- Andy Samberg trong vai Jake Peralta: Jake là một thám tử giỏi, nhưng thường hành động thiếu chín chắn. Bộ phim yêu thích của anh ấy là Die Hard; anh hay nhắc đến nó và thậm chí còn cố gắng hồi tưởng lại nó. Jake luôn không ngừng tự tin, ngay cả khi đối mặt với thất bại, và hầu như lúc nào cũng không chịu nhìn nhận mọi thứ một cách nghiêm túc.
- Stephanie Beatriz trong vai Rosa Diaz: Rosa là một thám tử khó tính và đáng sợ; hầu hết phân khu 99 sợ cô ấy. Cô là người rất kín đáo và các đồng nghiệp của cô hầu như không biết gì về cô, kể cả những gì cô thích hoặc nơi cô sống. Cô từng tập múa ba lê và thể dục dụng cụ khi còn nhỏ và có kỹ năng điêu luyện với nhiều loại vũ khí khác nhau. Cô là bạn cùng lớp với Jake tại học viện cảnh sát, và hai người trở thành bạn bè. Cô đã công khai là người song tính vào mùa thứ 5.
- Terry Crews trong vai Terry Jeffords: Terry là người đàn ông già đình có vợ là Sharon, hai con gái sinh đôi Cagney và Lacey, và cô con gái thứ ba trong mùa thứ 3 tên là Ava. Anh ấy tập thể dục thường xuyên và rất khỏe, nhưng đã từng cực kỳ thừa cân và vẫn gặp một số vấn đề với đồ ăn. Trong năm mùa đầu tiên, anh ấy là một trung sĩ, nhưng từ mùa 6 trở đi, anh trở thành một trung úy.
- Melissa Fumero trong vai Amy Santiago: Amy là một thám tử hay lo lắng và tính rất cạnh tranh. Cô ấy tuyệt vọng tìm kiếm sự chấp thuận của Đại úy Holt. Cô ấy ám ảnh về những sai lầm và mong muốn được chứng tỏ bản thân. Cô và Jake bắt đầu hẹn hò trong mùa 3, kết hôn vào mùa 5 và có một cậu con trai tên Mac vào cuối mùa 7.
- Joe Lo Truglio trong vai Charles Boyle: Charles là bạn thân nhất của Jake, và anh mê những món ăn kỳ lạ và bất thường. Anh thường hợp tác với Jake và có xu hướng chia sẻ quá mức thông tin cá nhân của anh. Đầu mùa 1, anh có tình cảm mãnh liệt với Rosa và thường cố gắng rủ cô đi chơi nhưng không thành công. Một thời gian ngắn sau khi đính hôn với tác giả ẩm thực Vivian Ludley, anh ấy bắt đầu mối quan hệ với một nghệ sĩ tên là Genevieve và cả hai nhận nuôi một cậu con trai tên Nikolaj vào đầu mùa 4.
- Chelsea Peretti trong vai Gina Linetti (nhân vật chính mùa 1-6, khách mời đặc biệt mùa 8): Gina là trợ lý của Đại úy Holt và là bạn thời thơ ấu của Jake. Cô ấy tỏ ra lạnh lùng và không quan tâm đến những người xung quanh, thay vào đó cô ấy tập trung gần như hoàn toàn vào điện thoại và mạng xã hội. Gina tự tin  đến mức kiêu ngạo và cô coi trọng các đồng nghiệp của mình một cách vô cớ. Cô thích khiêu vũ và chế giễu Amy. Cô cũng có một mối quan hệ tình dục ngắn ngủi với Charles, và mặc dù cô vô cùng xấu hổ về điều này, nhưng sau đó cô đã công khai mối quan hệ này mà không hỏi ý kiến của Charles. Trong mùa 5, cô có một đứa con tên là Iggy. Gina tạm thời rời đi vào đầu mùa 5 do Peretti mang thai ngoài đời thực, và rời vĩnh viễn vào mùa 6 để xây dựng một thương hiệu trực tuyến.
- Andre Braugher trong vai Raymond Holt: Đại úy Holt là đội trưởng của phân khu 99, người tự hào là đội trưởng cảnh sát đồng tính da đen đầu tiên của NYPD. Ông nổi tiếng với cách cư xử nghiêm khắc của mình và thường xuyên chỉ trích hành vi còn non nớt của Jake, mặc dù cuối cùng ông đã phát triển một mối quan hệ bền chặt với tất cả các thám tử của mình, và họ cho ông một sự tôn trọng lớn. Cả Amy và Jake đều coi ông như một người cha. Ông kết hôn với Kevin Cozner, một giáo sư cổ điển tại Đại học Columbia và có một chú chó Corgi tên là Cheddar. Ông cũng là đối thủ của Madeline Wuntch.
- Dirk Blocker trong vai Michael Hitchcock (nhân vật phụ mùa 1, nhân vật chính mùa 2–5, nhân vật chính mùa 6–8): Hitchcock là bạn thân và đối tác của Scully. Ông chủ yếu tập trung vào các thủ tục giấy tờ để tránh hoạt động của cảnh sát. Hitchcock thường bị những người trong khu coi thường vì ông lười biếng và hay gặp tai nạn. Tuy nhiên, ông và Scully thực sự khá giỏi khi họ đặt hết tâm trí vào nó. Mùa 4 tiết lộ rằng Hitchcock giữ kỷ lục về số vụ bắt giữ nhiều nhất trong khu vực, do tỷ lệ tội phạm cao trong những năm 80, khi ông còn là thám tử. Hitchcock được biết đến là một người thô tục và rùng rợn, đặc biệt là đối với phụ nữ và sống trong một chiếc xe tải.
- Joel McKinnon Miller trong vai Norm Scully (nhân vật phụ mùa 1, nhân vật chính mùa 2–5, nhân vật chính mùa 6–8) Scully là bạn thân và đối tác của Hitchcock. Ông cũng lười biếng, hay gặp tai nạn và hay tránh hoạt động cảnh sát giống Hitchcock. Ông và Hitchcock thích ăn đồ ăn vặt và Scully dường như mắc một số loại bệnh tiểu đường khác nhau. Vào mùa 5, Scully bắt đầu mối quan hệ với Cindy Shatz, một thành viên của NYPD.

## Tập phim
| Mùa | Mùa | Số tập | Số tập | Phát sóng gốc       | Phát sóng gốc       | Phát sóng gốc | Rank | Total viewers (in millions inc. DVR) |
| Mùa | Mùa | Số tập | Số tập | Phát sóng lần đầu   | Phát sóng lần cuối  | Network       | Rank | Total viewers (in millions inc. DVR) |
| --- | --- | ------ | ------ | ------------------- | ------------------- | ------------- | ---- | ------------------------------------ |
|     | 1   | 22     | 22     | 17 tháng 9 năm 2013 | 25 tháng 3 năm 2014 | Fox           | 98   | 4.80                                 |
|     | 2   | 23     | 23     | 28 tháng 9 năm 2014 | 17 tháng 5 năm 2015 | Fox           | 113  | 4.87                                 |
|     | 3   | 23     | 23     | 27 tháng 9 năm 2015 | 19 tháng 4 năm 2016 | Fox           | 118  | 3.98                                 |
|     | 4   | 22     | 22     | 20 tháng 9 năm 2016 | 23 tháng 5 năm 2017 | Fox           | 137  | 2.87                                 |
|     | 5   | 22     | 22     | 26 tháng 9 năm 2017 | 20 tháng 5 năm 2018 | Fox           | 161  | 2.71                                 |
|     | 6   | 18     | 18     | 10 tháng 1 năm 2019 | 16 tháng 5 năm 2019 | NBC           | 138  | 3.11                                 |
|     | 7   | 13     | 13     | 6 tháng 2 năm 2020  | 23 tháng 4 năm 2020 | NBC           | 105  | 2.69                                 |
|     | 8   | 10     | 10     | 12 tháng 8 năm 2021 | 16 tháng 9 năm 2021 | NBC           | —    | —                                    |